# Gościechowo
Gościechowo (deutsch Lisettenhof) ist ein Ort in der polnischen Woiwodschaft Ermland-Masuren. Er gehört zur Gmina Kiwity (Landgemeinde Kiwitten) im Powiat Lidzbarski (Kreis Heilsberg).

## Geographische Lage
Gościechowo liegt im nördlichen Westen der Woiwodschaft Ermland-Masuren, neun Kilometer südöstlich der Kreisstadt Lidzbark Warmiński (Heilsberg).

## Geschichte
Das seinerzeitige Lisettenhof war ein kleines Gut mit einem Park, und ein Vorwerk zum Gut Klotainen (polnisch Klutajny). Im Jahre 1910 zählte der kleine Ort als Wohnplatz von Klotainen 62 Einwohner.
Die polnische Namensform „Gościechowo“ erhielt Lisettenhof im Jahre 1945, als das gesamte südliche Ostpreußen in Kriegsfolge an Polen überging. Heute ist der Ort eine „Osada wsi Klutajny“ (= „Siedlung des Dorfs Klutajny“) innerhalb der Gmina Kiwity (Landgemeinde Kiwitten) im Powiat Lidzbarski (Kreis Heilsberg), von 1975 bis 1998 der Woiwodschaft Olsztyn, seither der Woiwodschaft Ermland-Masuren zugehörig.

## Religion
Die römisch-katholische Kirche in Siegfriedswalde (polnisch Żegoty) ist heute die Pfarrkirche von Gościechowo – und war es auch vor 1945 für Lisettenhof. Der kleine Ort war bis 1945 außerdem in die evangelische Kirche Heilsberg eingegliedert, und ist heute der Diözese Masuren der Evangelisch-Augsburgischen Kirche in Polen zugeordnet.

## Verkehr
Gościechowo ist heute über eine Landwegverbindung vom Dorf Klutajny (Klotainen) aus zu erreichen. Eine Bahnanbindung besteht nicht. Von 1899 bis 1996 war Tollnigk resp. Tolniki Wielkie die nächste Bahnstation. Sie lag an der nicht mehr existierenden Bahnstrecke (Niedersee–) Rothfließ–Heilsberg–Zinten (–Königsberg).

## Persönlichkeit
- Gerhard Matern (* 7. Juni 1913 in Lisettenhof), deutscher römisch-katholischer Geistlicher, Hochschullehrer und Sachbuchautor († 2011)